# Riemenstalden
Riemenstalden – miejscowość i gmina w Szwajcarii, w kantonie Schwyz, w okręgu Schwyz. Pod względem liczby mieszkańców jest najmniejszą gmina kantonu. 

## Demografia
W Riemenstalden mieszka 89 osób. W 2021 roku 4,5% populacji gminy stanowiły osoby urodzone poza Szwajcarią. 